# Nicolas Théobald
Nicolas Théobald, född 31 augusti 1903 i Montenach, död 10 maj 1981 i Obernai, var en fransk paleontolog, geolog, professor och entomolog. Théobald försvarade sin avhandling 1937.